# Resolutie 1018 Veiligheidsraad Verenigde Naties
Resolutie 1018 van de Veiligheidsraad van de Verenigde Naties werd op 7 november 1995 unaniem aangenomen.

## Achtergrond
De Venezolaan Andrés Aguilar Mawdsley had een lange politieke staat van dienst voor zijn land en voor de Verenigde Naties toen hij in 1991 tot rechter van het Internationaal Gerechtshof werd verkozen. Zo was hij onder meer Minister van Justitie en Venezolaanse VN-ambassadeur geweest, en hij doceerde aan verschillende universiteiten. Zijn ambtstermijn als rechter liep nog tot februari 2000. Die termijn werd afgewerkt door Gonzalo Parra-Aranguren die eveneens van Venezolaanse nationaliteit was.

## Inhoud
De Veiligheidsraad:
- betreurt het overlijden van Mawdsley op 24 oktober;
- merkt op dat een positie bij het Internationaal Gerechtshof is vrijgekomen voor de rest van de ambtstermijn die volgens het Statuut van het Hof moet worden ingevuld;
- merkt op dat de datum van de verkiezingen om de positie in te vullen moet worden vastgelegd door de Veiligheidsraad;
- besluit dat de verkiezing zal plaatsvinden op 28 februari 1996 op een vergadering van de Veiligheidsraad en een vergadering van de Algemene Vergadering tijdens haar 50ste sessie.

## Verwante resoluties
- Resolutie 979 Veiligheidsraad Verenigde Naties
- Resolutie 980 Veiligheidsraad Verenigde Naties
- Resolutie 1278 Veiligheidsraad Verenigde Naties (1999)
- Resolutie 1361 Veiligheidsraad Verenigde Naties (2001)

Lijst ·  970 ·  971 ·  972 ·  973 ·  974 ·  975 ·  976 ·  977 ·  978 ·  979 ·  980 ·  981 ·  982 ·  983 ·  984 ·  985 ·  986 ·  987 ·  988 ·  989 ·  990 ·  991 ·  992 ·  993 ·  994 ·  995 ·  996 ·  997 ·  998 ·  999 ·  1000 ·  1001 ·  1002 ·  1003 ·  1004 ·  1005 ·  1006 ·  1007 ·  1008 ·  1009 ·  1010 ·  1011 ·  1012 ·  1013 ·  1014 ·  1015 ·  1016 ·  1017 ·  1018 ·  1019 ·  1020 ·  1021 ·  1022 ·  1023 ·  1024 ·  1025 ·  1026 ·  1027 ·  1028 ·  1029 ·  1030 ·  1031 ·  1032 ·  1033 ·  1034 ·  1035